# Antepipona anonyma
Antepipona anonyma är en stekelart som beskrevs av Giordani Soika 1985. Antepipona anonyma ingår i släktet Antepipona och familjen Eumenidae. Inga underarter finns listade i Catalogue of Life.